# Kiili
Kiili − miasto w Estonii, w prowincji Harju, stolica gminy Kiili.